# Universität Kastilien-La Mancha
Die Universität Kastilien-La Mancha (spanisch Universidad de Castilla-La Mancha; in der Abkürzung oft als UCLM) ist eine 1985 gegründete staatliche Universität in der autonomen Gemeinschaft Kastilien-La Mancha, Spanien. Ihre Hauptstandorte sind die Provinzhauptstädte Ciudad Real, Toledo, Albacete und Cuenca, weitere Einrichtungen befinden sich in Almadén, Talavera de la Reina und Puertollano.
Die Universität ist dezentral organisiert, die einzelnen Standorte haben ein hohes Maß an Autonomie. Sitz des gemeinsamen Rektorats ist Ciudad Real; in Albacete, Cuenca und Toledo gibt es jeweils Vizerektorate.

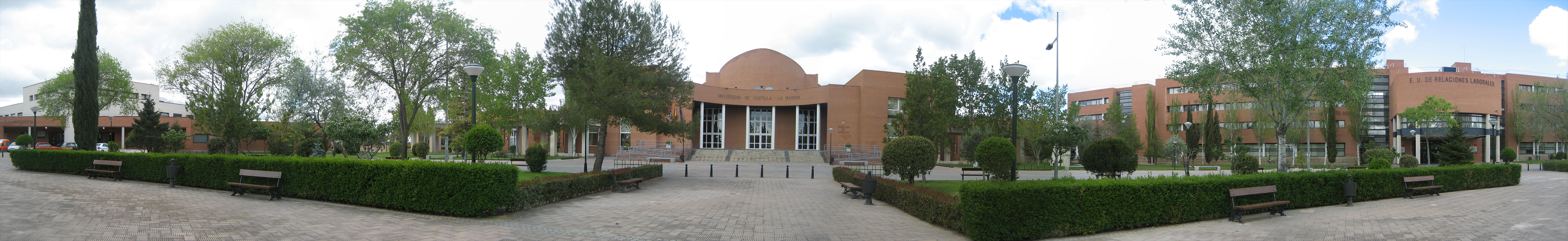
Panoramaaufnahme des Campus in Albacete (2007)

Es sind rund 30.000 Studenten eingeschrieben. Die Universität bietet an 37 Fakultäten und Schulen 54 unter- und 65 postgraduierte Studiengänge an.
Die Universität ist Mitglied der Hochschulnetzwerke Universia, CRUE, EAIE und CGU.